# 2131 Mayall
2131 Mayall este un asteroid din centura principală, descoperit pe 3 septembrie 1975 de Arnold Klemola.